# Nordisk bibelmuseum

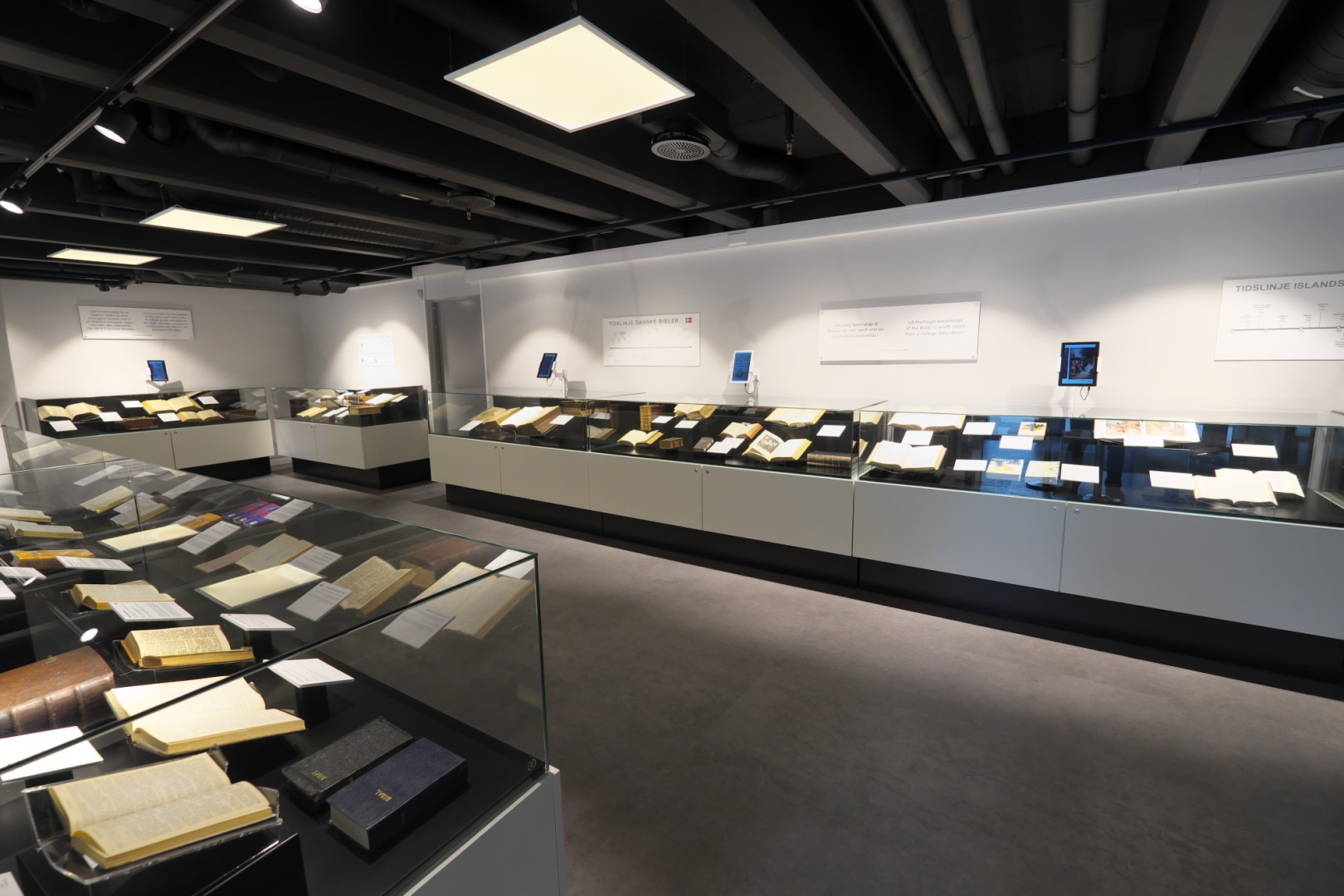

Het Nordisk bibelmuseum of Nobimu is een museum in het Noorse Oslo. Het museum kwam er op initiatief van bijbelverzamelaar Rune Arnhoff. Het museum aan de Nedre Slottsgate werd geopend in mei 2018. In het museum zijn meer dan 5000 bijbels te zien, waaronder de Gustav Vasa-Bijbel uit 1541, de Christian III-Bijbel uit 1550, een originele pagina uit de Gutenbergbijbel, een Latijnse Bijbel uit 1487, een Sami-Bijbel uit 1811.